# Hans Brüggemann

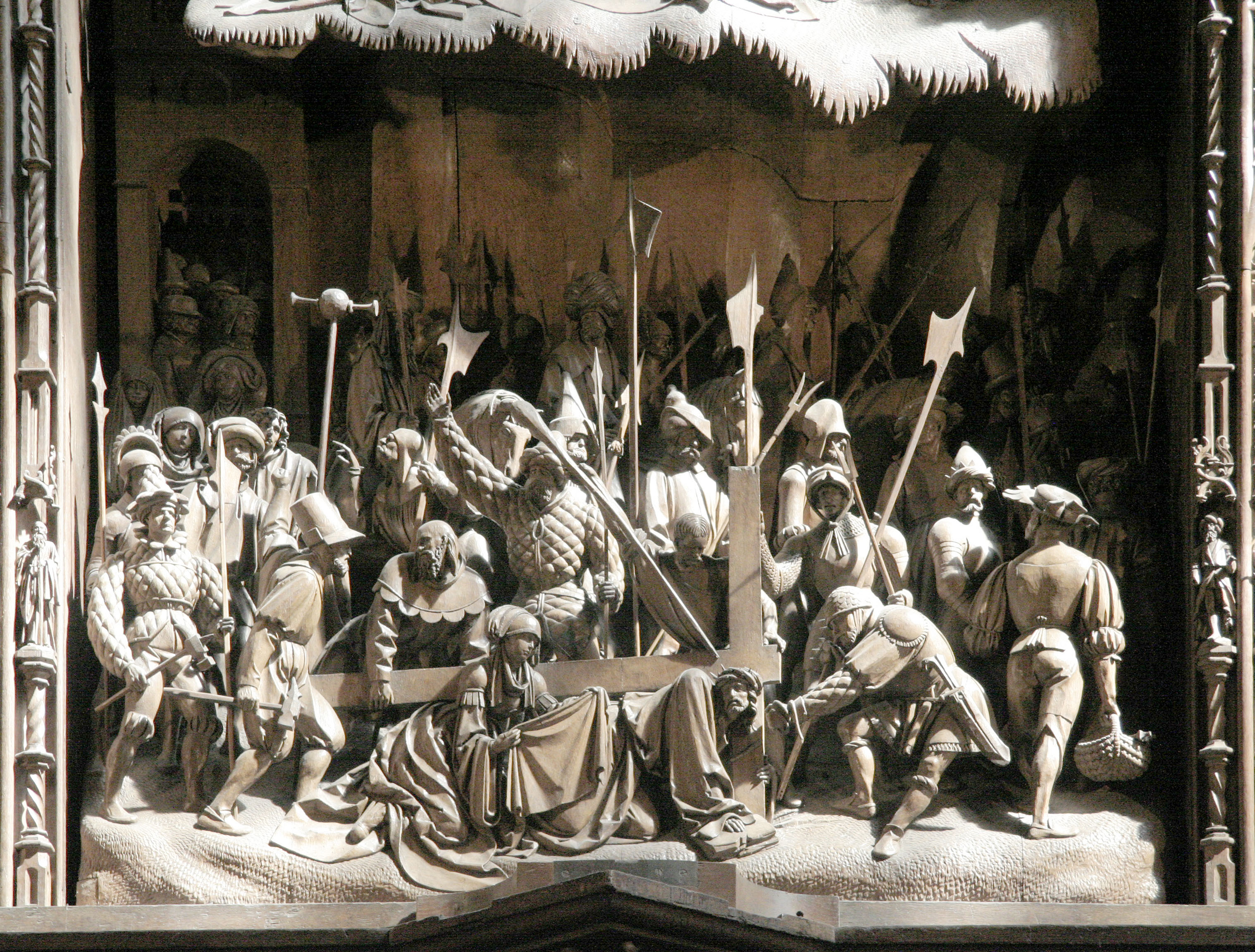
Hans Brüggemann: Altar de Bordesholm (detalle)

Hans Brüggemann (hacia 1480 - después de 1521) fue un artista alemán recordado sobre todo por el gran retablo tallado que hoy se conserva en la catedral de Schleswig.

## Biografía
Se cree que Brüggemann nació en Walsrode, cerca de Hannover, hacia 1480, y que perfeccionó su arte viajando a Bremen, Münster, el Bajo Rin y Amberes antes de regresar a Husum, donde estableció su taller. Se conservan pocos detalles de su vida, pero se tiene constancia de que en 1523 el consejo parroquial de Walsrode le encargó la realización de un pequeño retablo para la iglesia local mediante un contrato. Brüggemann es recordado sobre todo por su bello Altar de Bordesholm, diseñado para la abadía del mismo nombre, cerca de Neumünster, pero trasladado a la catedral de Schleswig en 1666. Una inscripción en el retablo indica que fue terminado en 1521. Otras obras son la figura de San Jorge para la iglesia de Santa María de Husum (actualmente en el Museo Nacional de Dinamarca) y el llamado «Pequeño altar de Bordesholm», que fue realizado originalmente para Brügge/Holstein, pero que fue trasladado posteriormente (en 1666) a la iglesia abacial de Bordesholm para sustituir al gran retablo. Actualmente se encuentra en el museo del castillo de Gottorf. Se atribuye a Brüggemann la escultura de madera de San Cristóbal con el niño Jesús de la catedral de Schleswig y algunos otros retablos del norte de Alemania, aunque no hay certeza al respecto. Se dice que Brüggemann se inspiró en Alberto Durero. 

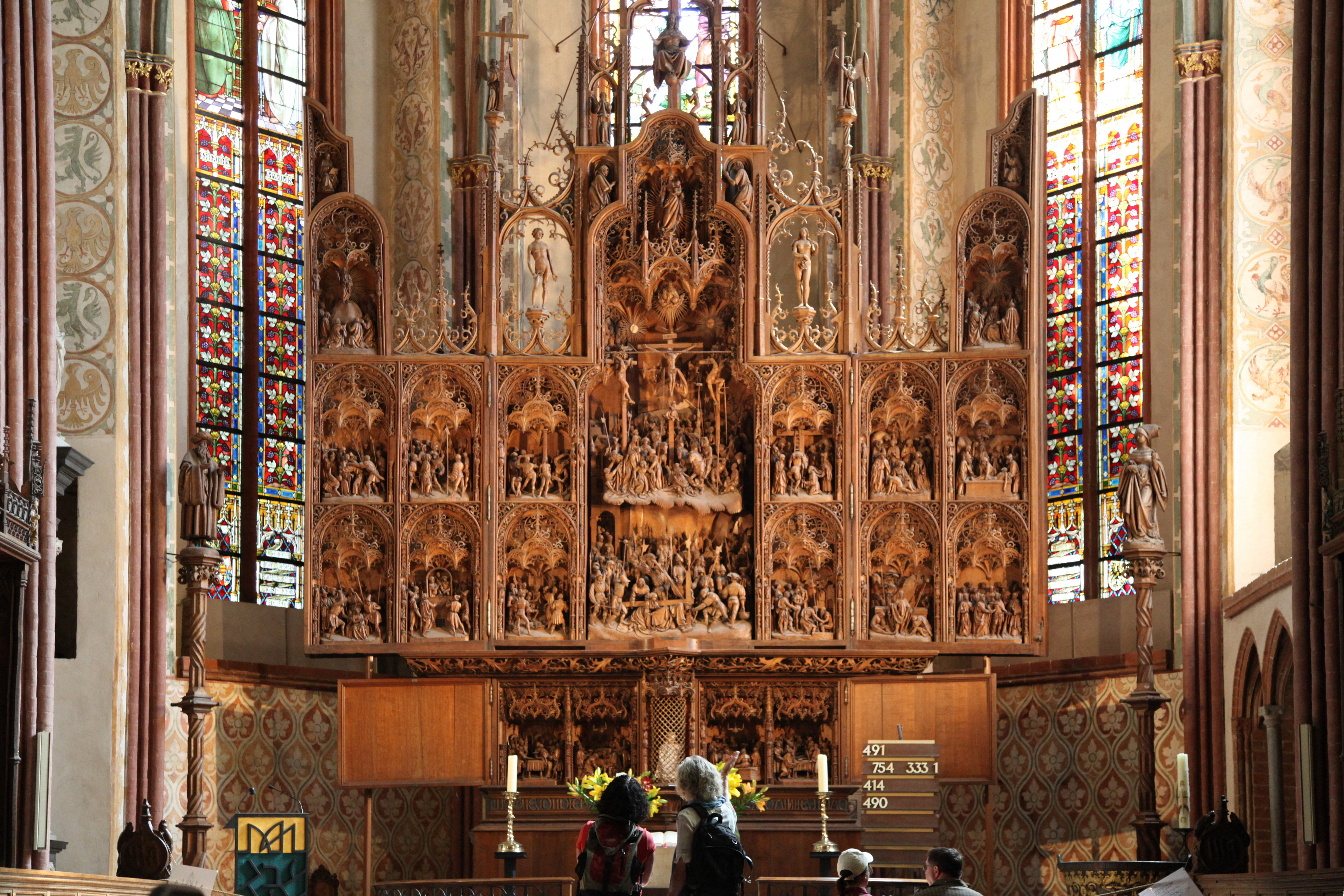
Altar de Bordesholm en la catedral de Schleswig

## Altar de Bordesholm
El enorme retablo, con sus figuras sin pintar finamente talladas, es único en el arte del norte de Alemania de la época. Contiene relieves con dieciséis escenas de la Pasión, con un total de unas cuatrocientas figuras. El detalle y la composición de los relieves, así como el estilo de las figuras, denotan la influencia de los Países Bajos y el sur de Alemania. El alto grado de perspectiva con figuras esculpidas libremente en primer plano parece reflejar el estilo de Tilman Riemenschneider y Alberto Durero. Aunque las escenas tienen una apariencia renacentista, la decoración y el diseño general son claramente góticos. En conjunto, el altar tiene un aspecto casi caótico, pero cada una de las escenas individuales revela la habilidad de Brüggemann para representar a Adán y Eva cubriendo su desnudez o las expresiones de Cristo y Abraham al ser liberados de la tierra de los muertos.